# 武装闘争
武装闘争（ぶそうとうそう）とは、合法的手段によらず、暴力で敵（大抵は政府）を打倒することを指す。

## 海外の武装闘争
海外では非合法組織が合法化する代わりに、武装闘争中止を求める政治的取引もある。
左翼武装組織4月19日運動は、上記の提案をコロンビア政府からなされ、4月19日運動民主連合と改称し、国政選挙に参加している。

## 日本共産党の武装闘争
日本共産党では、1951年2月の第4回全国協議会（四全協）より中核自衛隊、山村工作隊、祖国防衛隊（在日朝鮮人団体）の非合法組織による武装闘争路線が採用された。更に同年10月に開催された第5回全国協議会（五全協）で「51年綱領」が採択され、火炎瓶を用いた武装闘争が各地で繰り広げられた。
しかし、1952年の第25回衆議院議員総選挙で候補者が全員落選してしまい、著しい党勢の衰退を招くことになった。党を立て直すため、1955年の日本共産党第6回全国協議会（六全協）では武装闘争路線を転換し、権力が暴力で革命運動を抑圧しない限り、革命運動も暴力を行使しない、という「敵の出方論」を採用した。権力奪取が「武装闘争」になるか否かは、まさに「状況次第」ということになる。
この協議会で、当初の「農村から都市部を包囲」という中国共産党型の暴力革命路線を放棄した、日本共産党の国会議員・地方議員の大部分は、暴力革命を支持して暴力活動に参加した徳田派だったのにもかかわらず、暴力路線で日本国内でテロをしていたのを「党の一部」だとして、責任を徳田球一にのみ押し付けたことは無責任だと批判されている。
山村工作隊などの活動に参加していた学生党員は、突然の路線転換に衝撃を受け、日本共産党を去った者も少なくない。あるいは、失意のうちに自殺した党員もいる。また、日本共産党が戦後から再開した「武装闘争」路線を信奉する急進的な学生党員は、新指導部への不信・不満を募らせ、のちの共産主義者同盟結成や新左翼や過激派ら誕生へと向かう種が、この六全協によって蒔かれた。
既成左翼政党として、日本社会党だけでなく日本共産党までもが武装闘争路線を事実上放棄したとして反発した大学生を中心に、当初の日本共産党の武装路線を継続する過激派「新左翼」が誕生した。そのため、武装革命に賛同して戦後に日本で暴力行為を扇動・参加していた多数の党員は、日本の新左翼誕生の責任を日本共産党が負うべきと、元党員からも批判されている。